# Service universel postal
Pour les articles homonymes, voir Service universel.
Dans le cadre de l'Union européenne, le service universel postal a été défini par la directive postale 97/67/CE du Parlement européen et du Conseil du 15 décembre 1997. 

## Cadre global
La directive définit les prestations minimums que les États membres doivent assurer. Celles-ci comprennent, pour les envois postaux jusqu'à 2 kg et pour les colis jusqu'à 10 kg, la levée, le tri, le transport et la distribution, ainsi que le service des envois recommandés et des envois à valeur déclarée. La levée du courrier et la distribution à domicile doivent intervenir au moins une fois par jour ouvrable (au minimum cinq jours par semaine).
Les États membres doivent préciser le ou les prestataires chargés du service universel et garantir le respect des caractéristiques classiques du service public : respect des exigences essentielles, égalité de traitement et d'accès entre les utilisateurs, absence de discrimination, continuité du service et capacité d'adaptation à l'évolution de la demande et à l'évolution technique. 
La directive précise en outre, dans un souci d'harmonisation, les services qui peuvent être « réservés », c'est-à-dire dont le prestataire du service universel aura le monopole. Il s'agit de la levée, du tri, du transport et de la distribution des envois de correspondance intérieure exclusivement dont le prix est inférieur à cinq fois le tarif public applicable et dont le poids est inférieur à 500 g (depuis le 1er janvier 2006).
La libéralisation complète du service postal (avec maintien du service universel) a eu lieu le 1er janvier 2011.

## Dans les États membres

### En France
En France, selon l'article L1 du Code des Postes et Télécommunications, le service universel postal comprend :

« des offres de services nationaux et transfrontières d'envois postaux d'un poids inférieur ou égal à 2 kilogrammes, de colis postaux jusqu'à 20 kilogrammes, d'envois recommandés et d'envois à valeur déclarée. (...) Les services de levée et de distribution relevant du service universel postal sont assurés tous les jours ouvrables, sauf circonstances exceptionnelles. »

Le secteur réservé était défini à l'article L2 du même code :

« Les services postaux relatifs aux envois de correspondance intérieure ou en provenance de l'étranger, y compris ceux assurés par courrier accéléré, sont réservés à La Poste lorsque leur poids ne dépasse pas 100 grammes et que leur prix est inférieur à trois fois le tarif de base. Constituent le secteur réservé, à compter du 1er janvier 2006, les services portant sur les envois de correspondance intérieure ou en provenance de l'étranger, y compris ceux assurés par courrier accéléré, d'un poids ne dépassant pas 50 grammes et d'un prix inférieur à deux fois et demie le tarif de base. Les envois de livres, catalogues, journaux et périodiques sont exclus du secteur réservé à La Poste. »

— Article L2 du Code des postes et des communications électroniques (modifié par la loi du 20 mai 2005)
La loi du 9 février 2010 relative à l'entreprise publique La Poste et aux activités postales a mis fin au monopole de La Poste sur ce type d'envois. Désormais, le secteur postal est totalement ouvert à la concurrence. Toutefois, en pratique, La Poste représente 99% du marché du courrier postal en France.  
Pour permettre aux utilisateurs d'avoir un recours en cas de litige avec la Poste sur des prestations relevant du service universel postal, un médiateur postal a été institué en 2002. Nommé pour cinq ans, il est indépendant de la Poste et a seulement un pouvoir de recommandation. Sa compétence ne s'étend pas aux concurrents de la Poste, celle-ci étant le prestataire unique du service universel postal, bien que certaines prestations incluses dans ce périmètre soit ouvertes à la concurrence. La saisine du médiateur se fait par courrier, elle est gratuite.

## Compléments